# Fèlix Ferrer i Galceran
Fèlix Ferrer i Galceran (Móra d'Ebre, Ribera d'Ebre, 1843 – Almenar, 1912) fou un escultor català. De les seves obres destaquen les dedicades a l'art sacre, realitzades indistintament en bronze, marbre, pedra i fusta. Durant la seva vida va treballar en la construcció d'estàtues monumentals, panteons, altars romans d'Orient, gòtics i dels renaixement; imatges, sagraris i urnes. Fill de pare escultor, va iniciar els seus estudis d'art escultòric al taller familiar i treballà conjuntament amb el seu pare en diverses obres. Un dels seus primers treballs (1870) fou la realització d'alguns altars a la parròquia d'Alcanar.
Va estudiar becat a l'Acadèmia de Belles Arts de París l'any 1880. Els anys que va estar a la capital francesa van servir-li per establir contactes amb els seus professors, companys i tallers privats, i així va poder relacionar-se amb les noves tendències artístiques. Més tard, probablement entre 1883 o 1884, va aconseguir una beca de la Diputació de Tarragona per a seguir estudiant a Roma, on va realitzar la seva obra més important l'any 1886: el monument a Roger de Llúria, col·locat el 1889 a la Balconada del Mediterrani, al final de la Rambla Nova de Tarragona. Aquell mateix any realitzà la imatge de la Immaculada que es va col·locar a la façana del seminari de Tarragona. En la seva estada a Roma va obtenir diferents distincions, entre les quals una medalla de l'Exposició Universal Vaticana de 1888.
El 1890 té la seva residència definitiva a Barcelona, on va muntar el seu taller d'imatgeria, essent la seva producció més nombrosa la de talles de fusta i de marbre de caràcter religiós. L'any 1981 va participar en la I Exposició General de Belles Arts de Barcelona amb les obres: "Roger de Llúria", estàtua de guix, model del bronze de Tarragona (2,10 x 1,15 metres); "Sagrat Cor de Jesús", estàtua de marbre de 0,80 x 0,30 metres i "Sor Filomena Ferrer de Santa Coloma", bust de marbre de 0,50 x 0,48 metres. Tot i que l'escultura de Roger de Lúria és una de les seves obres més reconegudes, el bust de la seva germana sor Filomena Ferrer era una de les més perfectes i encisadores.
L'any 1892 va estar a Móra d'Ebre, on va fer el nou altar de l'ermita de Sant Jeroni. Va tornar a exposar l'any 1894 a la II Exposició general de Belles Arts de Barcelona, en aquesta ocasió va portar les obres: "Cap d'estudi" (bust de guix) i "Sant Jeroni" (alt relleu en guix, imitació de plata oxidada). L'any 1897 va tallar una imatge de sant Lluís en fusta per a l'altar de la capella del col·legi de Sant Josep de Tortosa. L'any 1899 va fer un nou altar de fusta, de la Puríssima Concepció a l'església de Bellmunt del Priorat. El 1906 va fer la imatge de sant Jerónimo Hermosilla per a la catedral de santo Domingo de la Calzada. L'any 1909 va finalitzar la construcció de quatre altars d'estil romànic a l'església de les carmelites de Jesús, a Tortosa. Aquell any es va instal·lar la seva imatge del beat Francesc Gil de Federich a la catedral de Tortosa. Altres obres que va realitzar l'escultor durant la seva vida professional foren retaules a Corbera d'Ebre, Seròs, Cervià, Sarral i la Granadella.
El 28 de novembre de 1912 va morir, als 69 anys, a Almenar, després d'una llarga malaltia que el va deixar paralític.
Entre els seus deixebles va tenir l'escultor Julio Antonio.